# ها جی مین
ها جی مین (کره‌ای: 하지민؛ زادهٔ ۲۱ مارس ۱۹۸۹) قایقران قایق بادبانی اهل کره جنوبی است.